# Drone Tactics
Drone Tactics (i Japan:昆虫ウォーズ Konchuu Wars) är ett turodningsbaserat spel för Nintendo DS. Det utvecklades av Succes och gavs ut av Atlus. Det utgavs 13 maj, 2008.